# Chris Bahen
Christopher John Bahen (né le 16 novembre 1980 à Markham, dans la province de l'Ontario au Canada) est un joueur professionnel canadien de hockey sur glace.

## Carrière de joueur
Après son stage universitaire, il rejoint le EV Landshut de la seconde division allemande. Il y joue trois saisons avant de signer pour une saison avec le HC Bolzano en Italie.
Il revient par la suite évoluer en Allemagne avec le EHC Munich où il joue trois autres saisons avant de prendre sa retraite.

## Statistiques en carrière
| Saison    | Équipe                     | Ligue                |    | Saison régulière | Saison régulière | Saison régulière | Saison régulière | Saison régulière |   | Séries éliminatoires | Séries éliminatoires | Séries éliminatoires | Séries éliminatoires | Séries éliminatoires |
| Saison    | Équipe                     | Ligue                | PJ | B                | A                | Pts              | Pun              | PJ               | B | A                    | Pts                  | Pun                  |                      |                      |
| 1999-2000 | Golden Knights de Clarkson | NCAA                 | 34 | 8                | 10               | 18               | 54               | -                | - | -                    | -                    | -                    |                      |                      |
| 2000-2001 | Golden Knights de Clarkson | NCAA                 | 34 | 3                | 7                | 10               | 45               | -                | - | -                    | -                    | -                    |                      |                      |
| 2001-2002 | Golden Knights de Clarkson | NCAA                 | 37 | 2                | 6                | 8                | 36               | -                | - | -                    | -                    | -                    |                      |                      |
| 2002-2003 | Golden Knights de Clarkson | NCAA                 | 34 | 3                | 14               | 17               | 45               | -                | - | -                    | -                    | -                    |                      |                      |
| 2003-2004 | EV Landshut                | 2. Bundesliga        | 35 | 3                | 5                | 8                | 40               | 12               | 1 | 5                    | 6                    | 6                    |                      |                      |
| 2004-2005 | EV Landshut                | 2. Bundesliga        | 48 | 3                | 12               | 15               | 38               | 5                | 2 | 0                    | 2                    | 12                   |                      |                      |
| 2005-2006 | EV Landshut                | 2. Bundesliga        | 51 | 7                | 24               | 31               | 119              | 7                | 0 | 0                    | 0                    | 16                   |                      |                      |
| 2006-2007 | HC Bolzano                 | Série A              | 32 | 3                | 14               | 17               | 36               | 5                | 0 | 1                    | 1                    | 10                   |                      |                      |
| 2006-2007 | HC Bolzano                 | Série A Master Round | 6  | 0                | 2                | 2                | 8                | -                | - | -                    | -                    | -                    |                      |                      |
| 2007-2008 | EHC Munich                 | 2. Bundesliga        | 52 | 8                | 24               | 32               | 66               | -                | - | -                    | -                    | -                    |                      |                      |
| 2008-2009 | EHC Munich                 | 2. Bundesliga        | 47 | 6                | 15               | 21               | 46               | 13               | 2 | 5                    | 7                    | 18                   |                      |                      |
| 2009-2010 | EHC Munich                 | 2. Bundesliga        | 32 | 2                | 16               | 18               | 32               | 12               | 3 | 4                    | 7                    | 4                    |                      |                      |